# ادیز هون
ادیز هون (ترکی استانبولی: Ediz Hun؛ زادهٔ ۲۰ نوامبر ۱۹۴۰) هنرپیشه، سیاستمدار، و بازیگر سینما اهل ترکیه است. وی از سال ۱۹۶۳ میلادی تاکنون مشغول فعالیت بوده‌است.